# Mirosława Nykiel
Mirosława Nykiel z domu Bulwan (ur. 23 września 1953 w Wańkowej) – polska polityk, menedżer i nauczycielka, senator VI kadencji (2005–2007), posłanka na Sejm VI, VII, VIII, IX i X kadencji (2007–2024), posłanka do Parlamentu Europejskiego X kadencji (od 2024).

## Życiorys
W 1983 ukończyła pedagogikę na Wydziale Pedagogiczno-Artystycznym Uniwersytetu Śląskiego (z siedzibą w Cieszynie), a następnie studia podyplomowe – z filologii polskiej w Ośrodku Kształcenia Nauczycieli w Katowicach (1987) oraz z integracji europejskiej w Wyższej Szkole Europejskiej im. ks. Józefa Tischnera w Krakowie (2004). W 2013 została absolwentką studiów doktoranckich w Kolegium Ekonomiczno-Społecznym Szkoły Głównej Handlowej. W 1980 wstąpiła do „Solidarności”. W latach 1973–1990 była pracownikiem kultury i nauczycielem języka polskiego. W latach 90. pracowała w Ruch S.A., w latach 2000–2001 pełniła funkcję prezesa zarządu tej firmy. Następnie prowadziła własną działalność gospodarczą.
W 1993 i 1997 bez powodzenia kandydowała do Sejmu. Była wśród założycieli Akcji Wyborczej Solidarność i Ruchu Społecznego AWS (1997) oraz Inicjatywy dla Polski (2003). Przez wiele lat była przewodniczącą Oświęcimskiej Koalicji Obywatelskiej. W 2005 przeszła wraz z grupą działaczy z IdP do Platformy Obywatelskiej. W 2005 z ramienia PO została wybrana na senatora VI kadencji. W wyborach parlamentarnych w 2007 z ramienia PO uzyskała mandat poselski, otrzymując 33 180 głosów w okręgu bielskim. W wyborach w 2011 z powodzeniem ubiegała się o reelekcję, dostała 43 329 głosów. Bezskutecznie kandydowała w 2014 i 2019 do Parlamentu Europejskiego.
W 2015 została ponownie wybrana do Sejmu, otrzymując 26 927 głosów. W Sejmie VIII kadencji została zastępcą przewodniczącego Komisji Gospodarki i Rozwoju oraz członkinią Komisji do Spraw Energii i Skarbu Państwa. W wyborach w 2019 i 2023 z powodzeniem ubiegała się o poselską reelekcję z ramienia Koalicji Obywatelskiej, otrzymując odpowiednio 46 849 głosów oraz 49 436 głosów. W wyborach w 2024 została natomiast wybrana do Parlamentu Europejskiego X kadencji z okręgu nr 11 z wynikiem 54 937 głosów. Zasiadła w Komisji Przemysłu, Badań Naukowych i Energii oraz Komisji Praw Kobiet i Równouprawnienia.

## Wyniki w wyborach ogólnopolskich
| Wybory | Komitet wyborczy                   | Komitet wyborczy           | Organ                            | Okręg           | Wynik           |
| ------ | ---------------------------------- | -------------------------- | -------------------------------- | --------------- | --------------- |
| 1993   |                                    | NSZZ „Solidarność”         | Sejm II kadencji                 | nr 5            | 3112 (0,92%)    |
| 1997   |                                    | Akcja Wyborcza Solidarność | Sejm III kadencji                | nr 5            | 7118 (1,98%)    |
| 2005   |                                    | Platforma Obywatelska      | Senat VI kadencji                | nr 26           | 67 321 (26,57%) |
| 2007   | Sejm VI kadencji                   | Platforma Obywatelska      | nr 27                            | 33 180 (9,62%)  |                 |
| 2011   | Sejm VII kadencji                  | Platforma Obywatelska      | nr 27                            | 43 329 (13,91%) |                 |
| 2014   | Parlament Europejski VIII kadencji | Platforma Obywatelska      | nr 11                            | 8843 (1,04%)    |                 |
| 2015   | Sejm VIII kadencji                 | Platforma Obywatelska      | nr 27                            | 26 927 (7,98%)  |                 |
| 2019   |                                    | Koalicja Europejska        | Parlament Europejski IX kadencji | nr 11           | 32 352 (2,02%)  |
| 2019   |                                    | Koalicja Obywatelska       | Sejm IX kadencji                 | nr 27           | 46 849 (12,04%) |
| 2023   | Sejm X kadencji                    | Koalicja Obywatelska       | 49 436 (11,10%)                  | nr 27           |                 |
| 2024   | Parlament Europejski X kadencji    | Koalicja Obywatelska       | nr 11                            | 54 937 (4,12%)  |                 |

## Życie prywatne
Była zamężna z Jerzym Nykielem, który zmarł w 2017. Ma troje dzieci.